# S.O.S. (Too Bad)
S.O.S. (Too Bad) är en låt av Aerosmith, skriven av Steven Tyler. Låten gavs ut som bandets tredje och sista singel från albumet Get Your Wings som gavs ut 1974. Sången inleds med trummor och ett gitarriff som efter ett tag saktar ner men som sedan kommer tillbaka med sång av Tyler. S.O.S. står (i den här låten) för Same Old Shit.